# Nyons
Nyons – miejscowość i gmina we Francji, w regionie Owernia-Rodan-Alpy, w departamencie Drôme.
Według danych na rok 1990 gminę zamieszkiwały 6353 osoby, a gęstość zaludnienia wynosiła 271 osób/km² (wśród 2880 gmin regionu Rodan-Alpy Nyons plasuje się na 132. miejscu pod względem liczby ludności, natomiast pod względem powierzchni na miejscu 379.).

## Współpraca
Miejscowość partnerska:
- Nyon, Szwajcaria

## Galeria

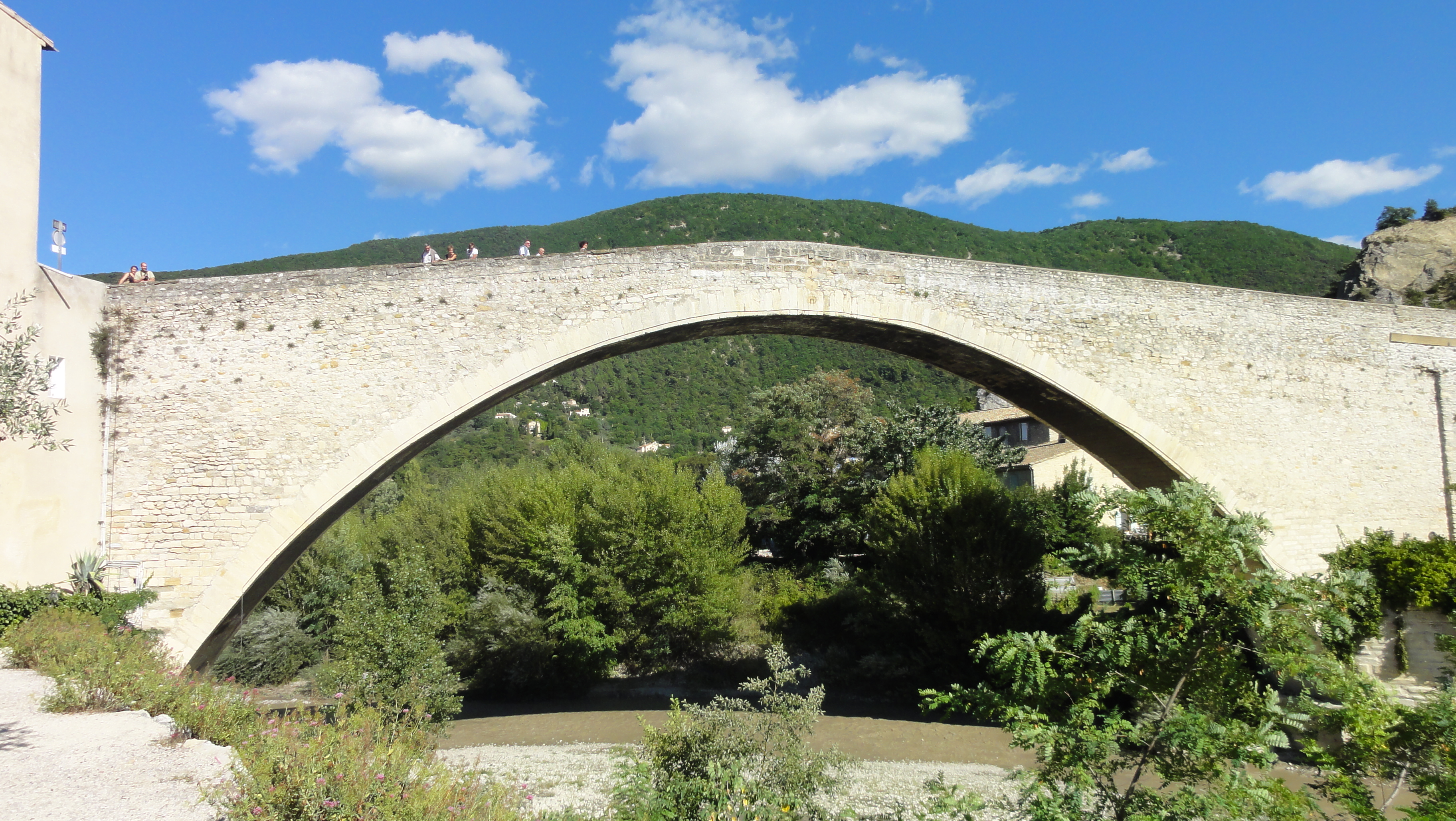
Most romański z 1409 roku, 2011
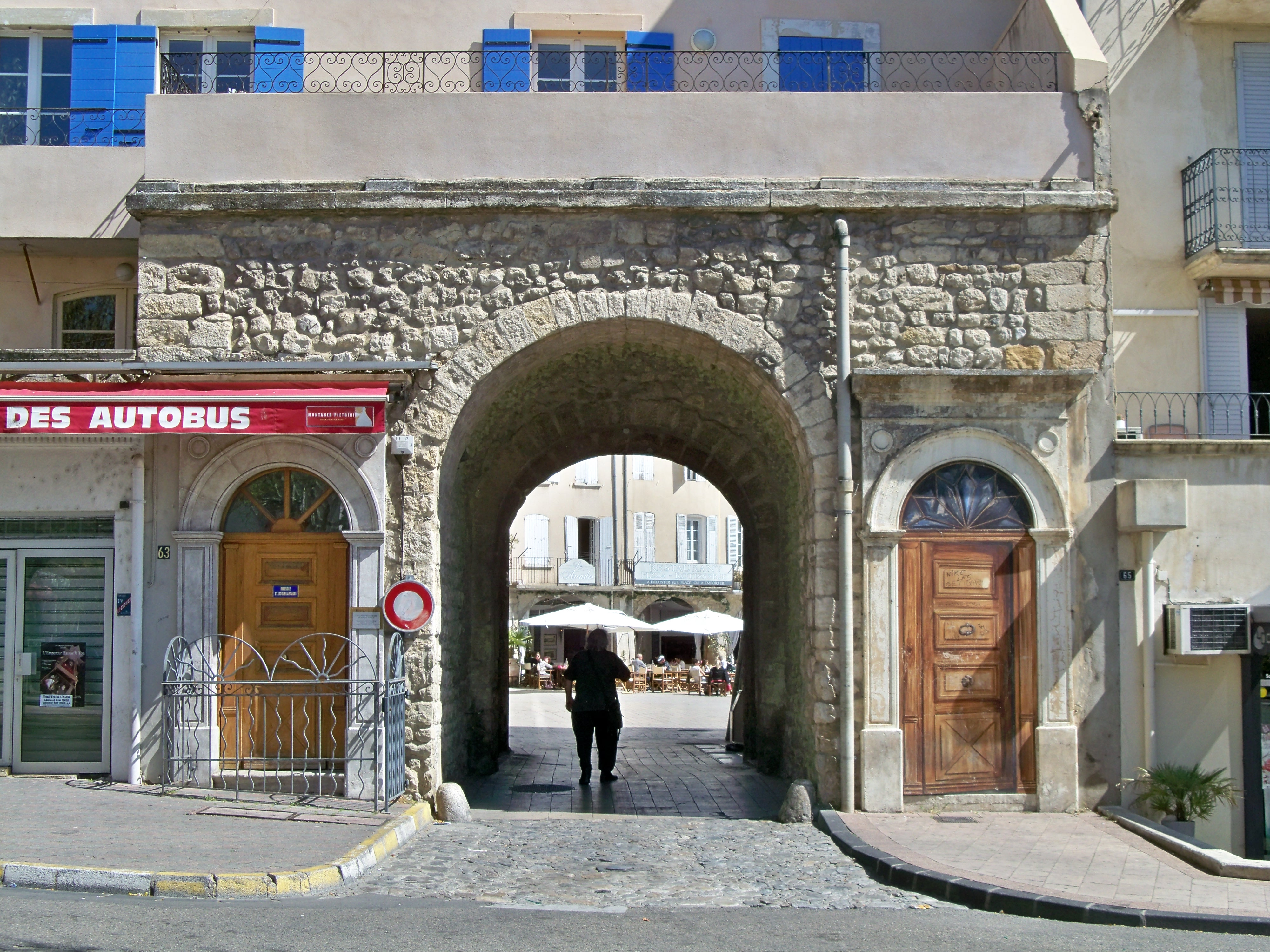
Brama św. Jakuba, 2012
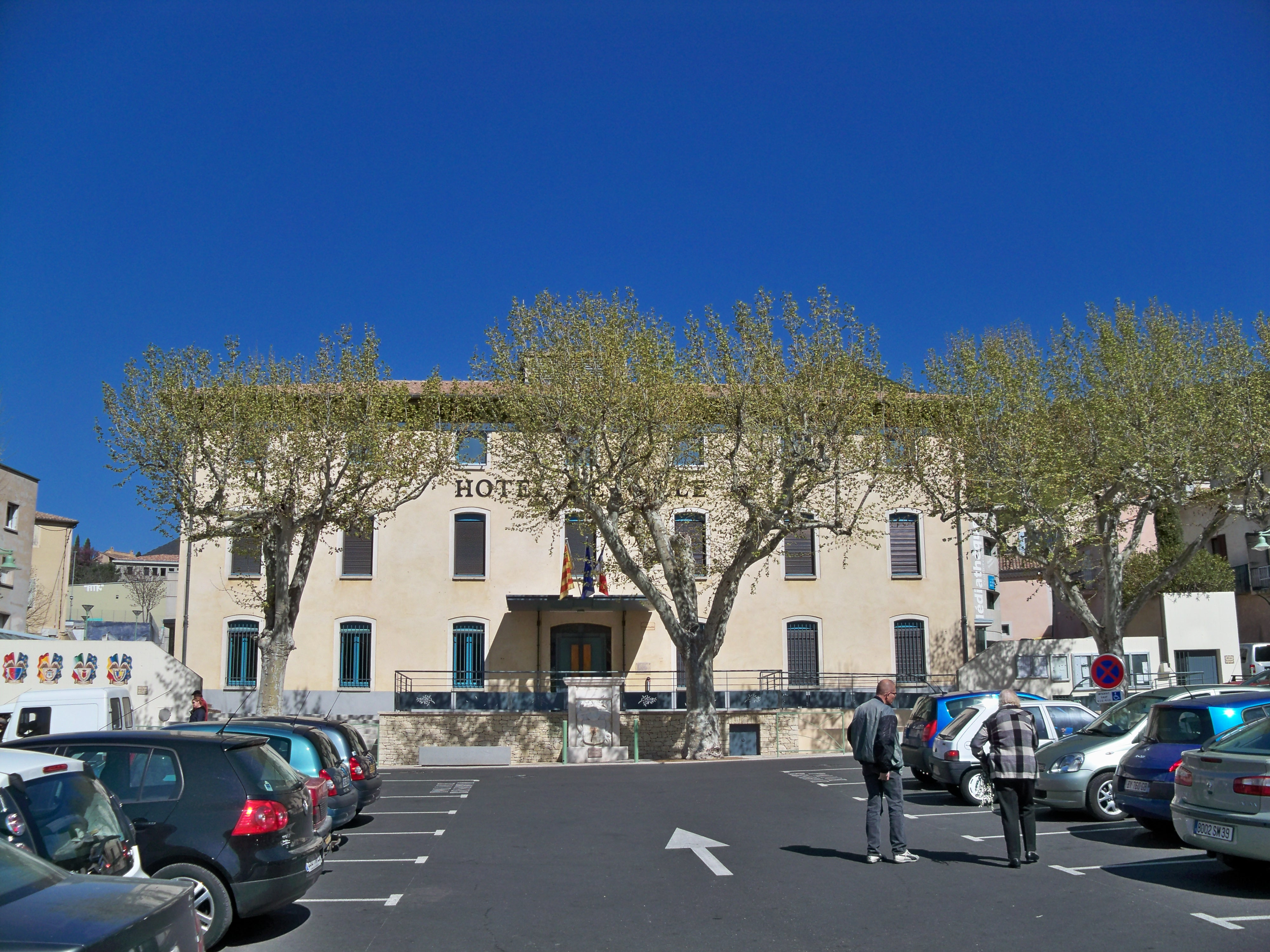
Ratusz w Nyons, 2012